# Музей електротранспорту
Музей електротранспорту у Донецьку — музей, заснований у 2010 році в Донецьку у тролейбусі.

## Історія

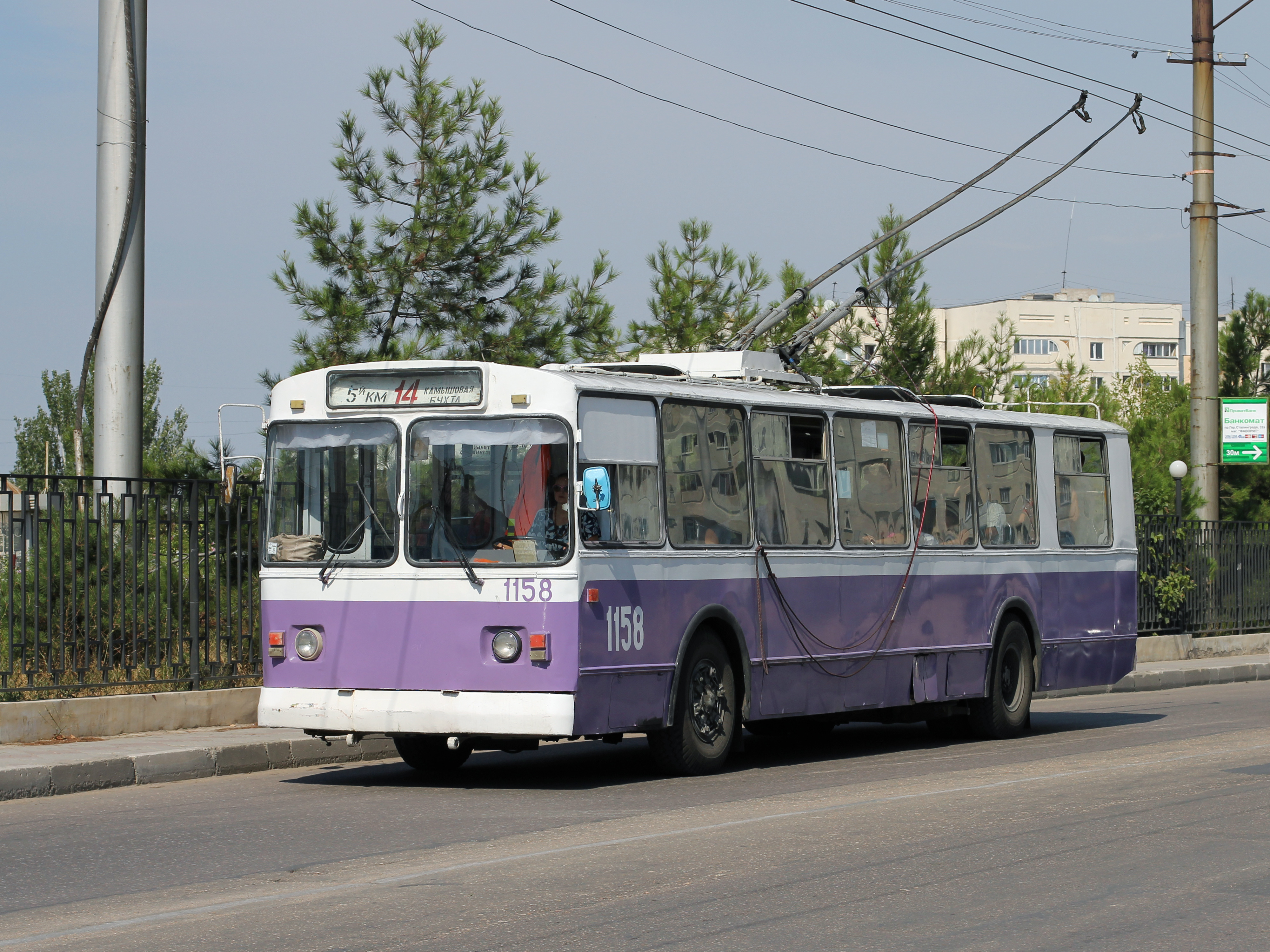
Тролейбус ЗіУ-9

Відкрито в тролейбусі в січні 2010 року. Першими відвідувачами стали школярі[джерело?].
Експозиція розташовується в списаному тролейбусі, який працівники депо вирішили відновити й зробити з нього музей.
Авторка музею, Марія Кайряк, працює в депо [[Водій|водійкою[джерело?]]].
Для побудови музею виділили тролейбус ЗіУ-9, нагороджений орденом Трудового Червоного Прапора й 30 тисяч гривень[джерело?]. Для роботи тролейбус відремонтували, відновили колеса і сидіння.

## Екскурсія
Перегляд експонатів складається з двох частин:
- У першій — тролейбус проїжджає маршрутом, а в цей час відвідувачі слухають історію електротранспорту Донецька;
- У другій — люди беруться до перегляду виставки.

## Експозиція
Експозиція музею містить:
- книги про тролейбуси;
- фотографії;
- форма водіїв.